# Gaston Pierre de Lévis

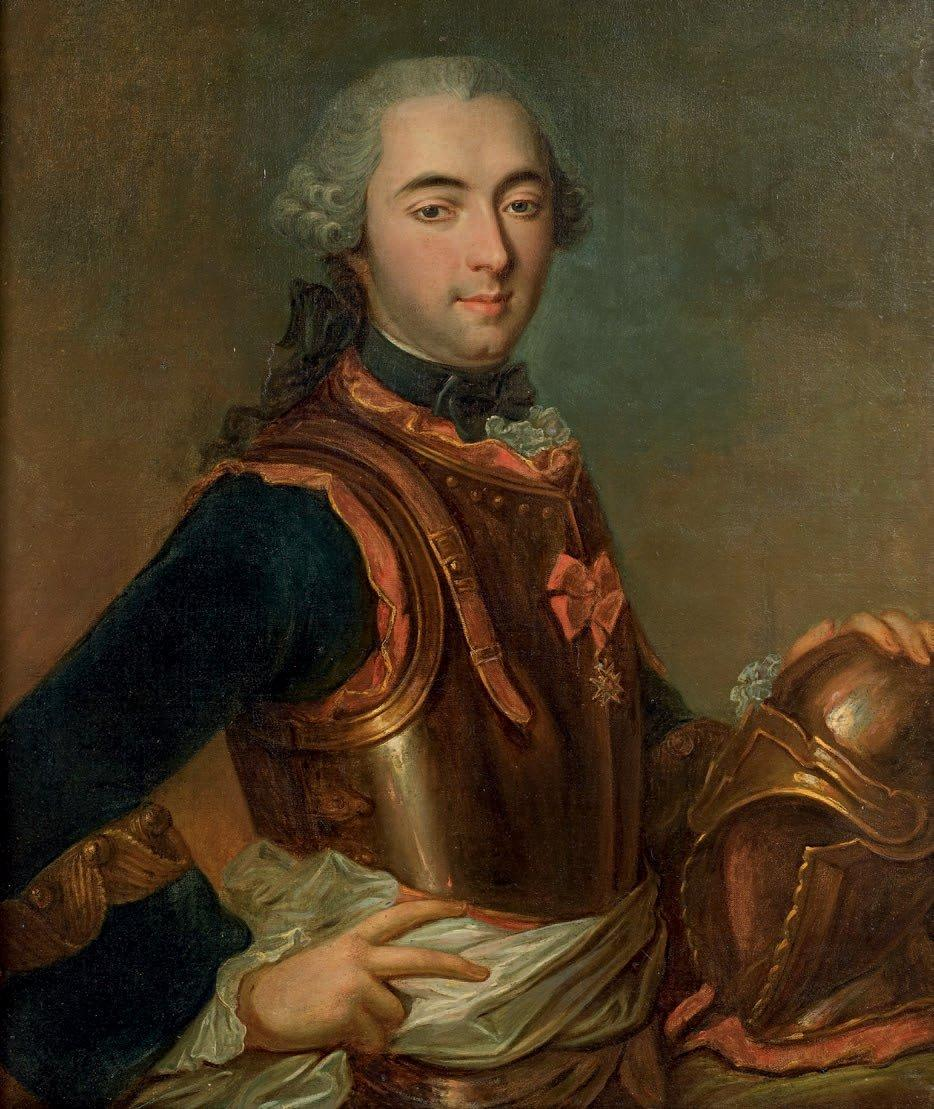
Gaston Pierre de Lévis, Anonym, 19. Jahrhundert

Gaston Pierre Charles de Lévis (* 2. Dezember 1699 in Belleville; † 24. September 1757 in Montpellier) war ein französischer Adliger, Militär und Diplomat. Kurz vor seinem Tod wurde er zum Marschall von Frankreich ernannt.
Er war Marquis (ab 1702) und Duc de Mirepoix (ab 1751), Maréchal héréditaire de la Foi, Vicomte de Gimois, Baron de Terride (bis 1740) et de Montfoucaud.

## Leben
Gaston Pierre Charles de Lévis ist der einzige Nachkomme von Pierre-Louis de Levis (1670–1702), genannt Chevalier de Mirepoix, Baron de Terride, Seigneur et Marquis de Mirepoix, und Anne-Gabrielle Olivier († 1707). In seinen achten Lebensjahr wurde er Vollwaise.
1715 trat er bei den Musketieren ein, am 6. März 1719 wurde er Colonel des Régiment de Saintonge. Am 10. März 1734 wurde er Colonel des Régiment de La Marine. Ebenfalls 1734 wurde er zum Brigadier befördert.
Am 17. August 1733 heiratete er in Paris Anna Gabrielle Henriette Bernard de Rieux (* 13. August 1721; † 31. Dezember 1736), Tochter von Gabriel Bernard de Rieux und Susanne Marie Henriette de Boulainvilliers. Die Ehe blieb kinderlos.

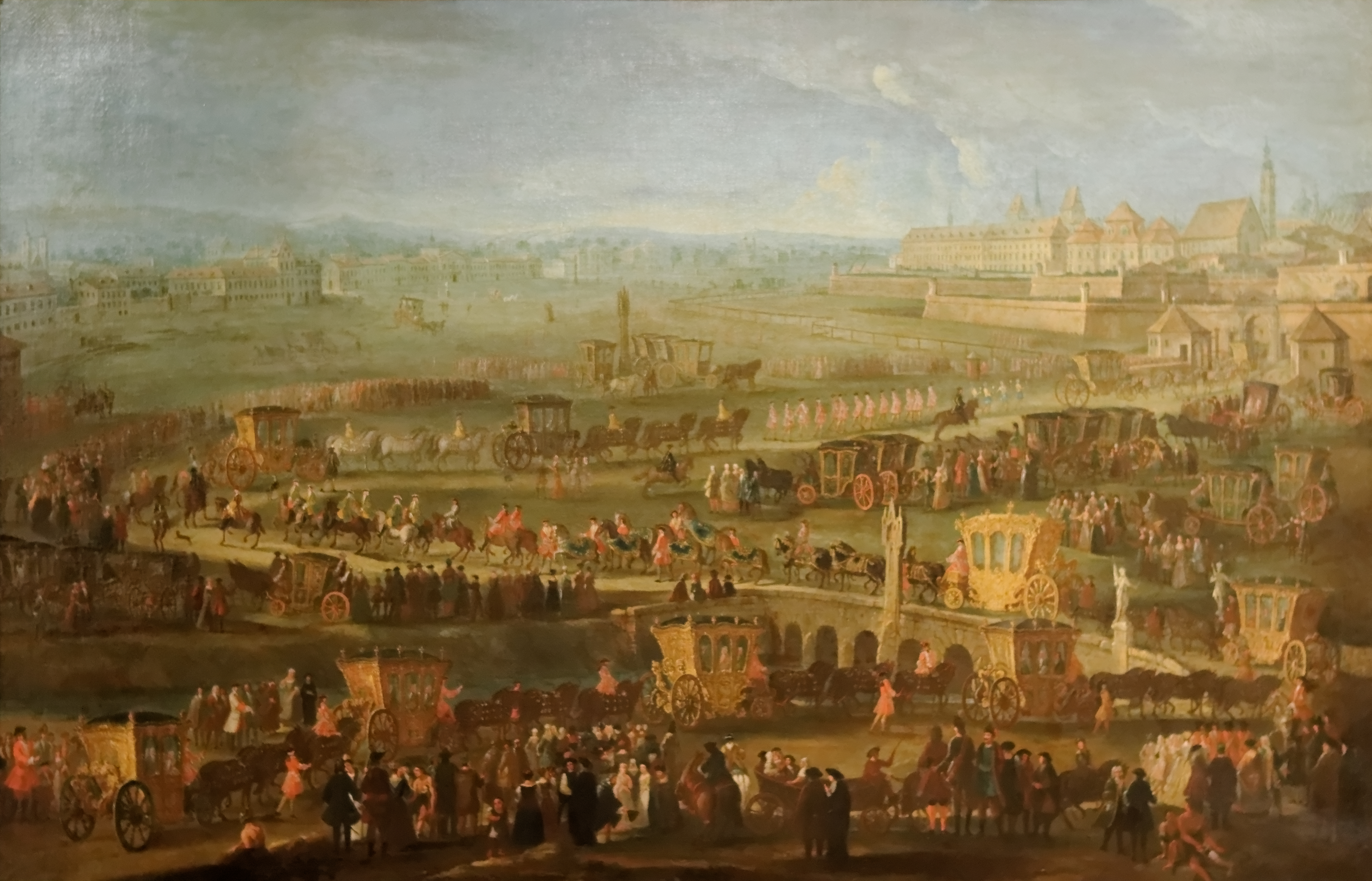
Einzug des Marquis de Mirepoix in Wien am 12. Oktober 1738; das Bild zeigt die vom Palais Schwarzenberg Richtung Kärntnertor ziehende Prozession mit 64 Kutschen

1735 wurde bei Verhandlungen über einen Friedensvertrag zwischen Frankreich und Österreich ein Botschafteraustausch beschlossen. Mirepoix wurde zum Botschafter von Frankreich und dann zum bevollmächtigten Minister beim Kaiser in Wien ernannt. Am 12. Oktober, wenige Tage vor der Unterzeichnung des Vertrages, zog er mit einer Prozession von 64 Kutschen in die Stadt ein. Als Botschafter sicherte er Frankreich den Besitz von Lothringen, das Stanislaus I. Leszczyński erhielt, der ehemalige polnische König und Schwiegervater Ludwigs XV., der 1766 dessen Erbe wurde. Aufgrund dieser Vereinbarung wurde Mirepoix am 2. Februar 1741 in den Orden vom Heiligen Geist aufgenommen.
Am 3. Januar 1739 heiratete er in Lunéville in zweiter Ehe Anne Marguerite Gabrielle de Beauvau-Craon (* 27. April 1707 in Lunéville; † nach 1790), die Witwe von Henri Jacques de Lorraine († 1734), Prince de Lixheim (Haus Guise), vor allem aber die Tochter des Reichsfürsten Marc de Beauvau, seinem Gegenüber auf lothringischer Seite für das eheliche und politische Arrangement um Maria Theresia, Franz Stephan von Lothringen, Stanislaus I. Leszczyński, das Herzogtum Lothringen und das Großherzogtum Toskana. Auch diese Ehe blieb kinderlos. Auf den Koch seiner zweiten Ehefrau wird die Mirepoix genannte Röstgemüsemischung zurückgeführt.
Nach seiner Rückkehr nach Frankreich wurde Gaston Pierre Charles de Lévis 1739 zum Maréchal de camp ernannt. Im Österreichischen Erbfolgekrieg nahm er an allen Kämpfen teil, einschließlich des Böhmen-Feldzug (1742), der Belagerung von Montalban (1744), die ihm den Rang eines Lieutenant-général einbrachte und der Schlacht bei Lauffeldt (2. Juli 1747). 1746 kämpfte er in der Provence, der Grafschaft Nizza und Italien. 1747 wurde er zum Gouverneur von Brouage ernannt, 1749 bis 1755 war er außerordentlicher Botschafter in London, wo er vergebens versuchte, über Verhandlungen eine Konfrontation der Briten und Franzosen in Neufrankreich zu vermeiden.
Am 25. September 1751 wurde er zum Herzog von Mirepoix ernannt, 1755 zum Lieutenant-général und Gouverneur des Vivarais und des Velay, des Bistums Uzès et des Languedoc, sowie am 24. Februar 1757 zum Marschall von Frankreich.
Er starb wenige Monate später, am 24. September 1757 in Montpellier. Da er keine Nachkommen hatte, erlosch der Herzogstitel, sein Nachfolger als Marquis de Mirepoix wurde Louis François Gaston de Lévis (1724–1800), der Enkel seiner Tante Marie Marguerite Therèse Camelle de Lévis († 1755) und ihres Ehemanns Paul Louis de Lévis, Marquis de Léran (1664–1749).